# Filemó el Jove
Filemó (en llatí Philemon, en grec antic Φιλήμων) conegut per Filemó el Jove, fou un poeta grec de la nova comèdia, fill del gran Filemó el Vell que va viure al segle III aC.
Encara que la fama del seu pare va fer que no destaqués, era un autor important que va deixar escrites (segons Suides) 54 comèdies, de les que només en resten dos fragments curts i cap títol que citi expressament el seu nom. Probablement algunes de les obres considerades de Filemó pare pertanyien al fill.